# Kapoteh
 (mai 2023).
La Kapoteh est une longue redingote portée par les Hassidim de Loubavitch qui sont mariés, différente du Bekeshe porté par les autres Hassidim.
La Kapoteh,, se porte avec quatre boutons en avant et a une fente dans le dos. Par contraste, le Bekeshe se porte avec six boutons en avant et n'est pas fendu dans le dos.
La Kapoteh, de couleur noire, est faite en laine ou en soie.